# Малий Єрмак
Малий Єрмак (рос. Малый Ермак) — присілок у Татарському районі Новосибірської області Російської Федерації.
Входить до складу муніципального утворення Козловська сільрада. Населення становить 121 особа (2010).

## Історія
Згідно із законом від 2 червня 2004 року органом місцевого самоврядування є Козловська сільрада.

## Населення
| 2002 | 2007 | 2010 |
| ---- | ---- | ---- |
| 147  | ↘130 | ↘121 |